# Die unvollkommene Dame
Die unvollkommene Dame, auch bekannt als Julia benimmt sich schlecht (Originaltitel: Julia Misbehaves), ist eine US-amerikanische Filmkomödie von Jack Conway aus dem Jahr 1948 mit Greer Garson, Walter Pidgeon und Elizabeth Taylor. Als literarische Vorlage diente Margery Sharps Roman Die vollkommene Lady (1937).

## Handlung
Showgirl Julia Packett führt 1936 in London ein eher unkonventionelles Leben. Um ihre Rechnungen bezahlen zu können, lässt sie sich allerhand einfallen und gibt sogar vor, sich umbringen zu wollen, um von ihrem Freund Benny Hawkins das nötige Geld zu bekommen. Eines Tages erhält sie eine Einladung zur anstehenden Hochzeit ihrer Tochter Susan. Als junge Frau hatte sie den wohlhabenden Geschäftsmann William Packett geheiratet. William trennte sich jedoch nach nur 14 Monaten von ihr – auf Drängen seiner Mutter, die Julia als Schwiegertochter ablehnte. Julia musste zur Bühne zurückkehren und sah sich gezwungen, ihre Tochter bei ihrem Mann zurückzulassen, der Susan ein sorgenfreies Leben bieten konnte. Julia macht sich schließlich auf den Weg nach Südfrankreich, wo die Festlichkeiten auf einem Anwesen der Packetts stattfinden sollen. Unterdessen schickt Mrs. Packett ihren Sohn nach Paris, um Julia, mit der William offiziell noch immer verheiratet ist, vorzeitig abzufangen.
Unterwegs auf einem Schiff trifft Julia auf Fred Ghenoccio, der zusammen mit seiner Mutter und seinen Brüdern als Akrobat sein Geld verdient. Sie schließt sich der Truppe an und tritt mit ihnen in Paris auf der Bühne auf. Bei diesem Auftritt befindet sich auch William unter den Zuschauern und staunt nicht schlecht über Julias umjubelte Vorstellung. Auch Fred ist von Julia beeindruckt und macht ihr einen Heiratsantrag, bevor sie mit dem Zug nach Südfrankreich weiterreist. Als Julia auf dem Anwesen der Packetts eintrifft, will ihre Schwiegermutter, dass sie sofort wieder abreist. Julia besteht jedoch darauf, Susan zu sehen, und ist gerührt, als sie ihre Tochter nach all den Jahren zum ersten Mal wiedersieht. Susan, die die Einladung verschickt hat, ist ebenfalls glücklich und bittet Julia, bei ihr zu bleiben.
Als Julia ihrer Tochter Geschenke kaufen möchte, sucht sie ein Kasino auf, um das nötige Geld für ihre Einkäufe zu gewinnen. Weil sie jedoch beim Roulette verliert, lässt sie sich vom ältlichen Colonel Bruce Willowbrook umwerben. Indem sie vorgaukelt, ihr gesamtes Gepäck verloren zu haben, bringt sie ihn dazu, ihr Geld für ein verheißungsvolles Negligé zu geben. Mit dem Geld bezahlt sie die Geschenke für Susan und schleicht sich durch den Hinterausgang aus dem Geschäft.
Am Abend lernt Julia bei der Probe für die Hochzeit den jungen Maler Ritchie Lorgan kennen. Susans Verlobter ist hingegen abwesend und stattdessen bei seinem Junggesellenabschied. Als Susan ihrer Mutter gegenüber behauptet, sie könne Ritchies permanente Annäherungsversuche nicht ausstehen, sie aber dennoch nur von ihm spricht, ist Julia entschlossen, die beiden zu verkuppeln. Susan wiederum möchte ihre Eltern versöhnen. Tags darauf fahren Julia, William, Ritchie und Susan zu einer kleinen Hütte, in der Julia und William ihre Flitterwochen verbracht haben. Während Ritchie und Susan spazieren gehen und sich dabei näherkommen, paddeln Julia und William in einem alten Boot auf einem See umher. Das Boot sinkt und sie fallen ins Wasser. In der Hütte ziehen sie ihre nassen Sachen aus und hüllen sich in Decken ein. Dabei schwelgen sie in Erinnerungen und beginnen, miteinander zu tanzen. Als sie sich küssen, stehen plötzlich Ritchie und Susan in der Tür.
Zurück auf dem Anwesen der Packetts trifft Fred Ghenoccio ein, der sich zur Freude von Mrs. Packett als Julias Verlobter vorstellt. Mrs. Packett lädt ihn und seine Mutter kurzerhand ein, die Nacht in ihrer Villa zu verbringen. Am Abend macht William Julia einen zweiten Heiratsantrag. Julia befürchtet jedoch, er werde sie erneut verlassen, weshalb sie sich als Freds glückliche Verlobte ausgibt. Tags darauf trifft William seinen alten Freund Bruce Willowbrook, der ihm von einer Frau erzählt, die ihm einen größeren Geldbetrag abgeschwatzt habe. Als William in der Frau Julia wiedererkennt, überredet er Bruce, beim nächsten Frühstück zu erscheinen und vorzugeben, ihn nicht zu kennen. Am folgenden Morgen erscheint Bruce und wirft Julia vor, ihm auf zweifelhafte Weise Geld aus der Tasche gezogen zu haben. Während William Verständnis für Julias Handeln vortäuscht, zeigt sich Fred empört, dass Julia sich von einem wildfremden Mann freizügige Nachthemden kaufen lassen wollte.
Als Julia erfährt, dass William sie an der Nase herumgeführt hat, und sie davonstürmen will, trifft eine Nachricht von Susan ein. Sie und Ritchie wollen in der Hütte heiraten. William und Julia fahren in getrennten Wagen zur Hütte, wo sie eine weitere Nachricht von Susan finden, die besagt, dass sie und Ritchie bereits geheiratet haben und sich auf dem Weg nach England befinden. Susan hat zudem zwei Bedienstete instruiert, die beiden Wagen wegzufahren, sodass Julia und William gezwungen sind, für die nächsten 48 Stunden in der abgelegenen Hütte zu verweilen. Obwohl ein heftiges Unwetter tobt, versucht Julia, zu Fuß davonzulaufen. Sie kommt nicht weit und rutscht im Schlamm aus. William eilt ihr zu Hilfe und rutscht ebenfalls aus, worauf beide anfangen, übereinander zu lachen.

## Hintergrund

### Vorproduktion
Die unvollkommene Dame basiert auf Margery Sharps Roman Die vollkommene Lady (The Nutmeg Tree, 1937), dessen Stoff auch als Bühnenstück am New Yorker Broadway mit Gladys Cooper aufgeführt wurde. MGM-Chef Louis B. Mayer hatte die Filmrechte für 18.490 Dollar erworben, um seinem Star Greer Garson nach zwei aufeinanderfolgenden Flops (Mann ohne Herz, 1945; Desire Me, 1947) einen Erfolg mit einer Komödie zu bescheren. Garson ihrerseits war erleichtert, in der Rolle eines unkonventionellen Showgirls ausnahmsweise dem Image der noblen, würdevollen Heldin in Filmdramen wie Mrs. Miniver (1942) und Madame Curie (1943) entfliehen zu können.

### Dreharbeiten
Greer Garson und Walter Pidgeon standen für Die unvollkommene Dame zum fünften Mal gemeinsam vor der Kamera. Beim Dreh der Anfangsszene, bei der Garson in einer Badewanne sitzt und einen hautfarbenen Badeanzug trägt, ließ Regisseur Jack Conway bis auf Walter Pidgeon alle anderen Personen vom Set entfernen. Pidgeon hatte diesbezüglich argumentiert, dass er „als Schauspieler, der [auf der Leinwand] viermal mit Greer Garson verheiratet war, […] gewisse Privilegien haben sollte“.
Die letzte Szene, die für den Film gedreht wurde, war Garsons akrobatische Einlage zu dem Song When You’re Playing With Fire, bei der sie von einem Balkon auf eine Pyramide aus Akrobaten herabgehoben wird. Dabei bestand sie darauf, alle Stunts selbst zu übernehmen. Reportern gegenüber scherzte sie: „Wenn ich mir dabei das Genick brechen sollte, wäre es nicht so schlimm. MGM hätte so oder so einen fertigen Film für eine Veröffentlichung.“ Während der Dreharbeiten lernte Garson ihren späteren Ehemann Elijah E. Fogelson kennen, einen Ölmillionär aus Texas und Bekannter von Peter Lawford, der ihn ans Set eingeladen hatte. Die Ehe hielt fast 40 Jahre bis zu Fogelsons Tod im Jahr 1987. Elizabeth Taylor, die während der Dreharbeiten ihren 16. Geburtstag feierte, erhielt von Lawford ihren ersten Leinwandkuss.

### Veröffentlichung
Die unvollkommene Dame wurde am 8. Oktober 1948 in der Radio City Music Hall in New York uraufgeführt. Trotz mehrheitlich schlechter Kritiken spielte die Filmkomödie 4.497.000 Dollar an den US-amerikanischen Kinokassen ein und machte bei Produktionskosten von 2.706.000 Dollar einen beachtlichen Gewinn.

## Kritiken
Bosley Crowther von der New York Times bezeichnete den Film als „fantastische Slapstick-Farce“, auch wenn Greer Garson bisweilen „nicht in ihrem Element“ sei. Variety zufolge sei der Humor des Films alles andere als subtil. Ein Lacher folge dem nächsten, „sodass viele Dialoge untergehen und überflüssig werden“. Das US-amerikanische Magazin Time befand, dass Greer Garsons „Schönheit, Vitalität und schauspielerische Erfahrung“ im Film zur Geltung kämen, doch sei „ihre Vorstellung fast nie amüsant oder überzeugend“. The Hollywood Reporter sprach hingegen von einer „bezaubernd provokativen Vorstellung, die zweifellos die Fans von Greer Garson erfreuen wird“.
Für Craig Butler vom All Movie Guide entpuppte sich Die unvollkommene Dame „überraschenderweise als gute Komödie – überraschend deshalb, weil ihre Hauptdarsteller nicht für komödiantische Einlagen bekannt sind“. Der „Charme“ des Films entstehe „vor allem durch seine entzückende Hauptdarstellerin“. Mit „anmutigem Feingefühl“ sorge Garson „für heitere Stimmung“. Das Lexikon des internationalen Films sprach von einer „frivole[n] Farce“, die „trotz Starbesetzung und komischer Details nicht recht in Schwung [kommt]“ und „nur mäßig [amüsiert]“.

## Deutsche Fassungen
Eine erste deutsche Synchronfassung entstand 1949 bei der Motion Picture Export Association in München nach dem Dialogbuch und unter der Dialogregie von Josef Wolf. Im Jahr 1993 wurde eine zweite Synchronfassung von der Magma Synchron in Berlin realisiert. Für das Dialogbuch und die Dialogregie war Joachim Kunzendorf zuständig.
| Rolle                          | Darsteller       | Synchronsprecher 1949 | Synchronsprecher 1993 |
| ------------------------------ | ---------------- | --------------------- | --------------------- |
| Julia Packett                  | Greer Garson     | Tina Eilers           | Cornelia Meinhardt    |
| William Packett                | Walter Pidgeon   | Wolfgang Eichberger   | Joachim Kerzel        |
| Ritchie Lorgan                 | Peter Lawford    |                       | Stefan Krause         |
| Susan Packett                  | Elizabeth Taylor | Erika Georgi          | Dorette Hugo          |
| Fred Ghenoccio                 | Cesar Romero     |                       | Reinhard Kuhnert      |
| Mrs. Packett                   | Lucile Watson    | Eva Eras              | Tilly Lauenstein      |
| Col. Bruce „Bunny“ Willowbrook | Nigel Bruce      |                       | Gerry Wolff           |
| Mrs. Gheneccio                 | Mary Boland      |                       | Ingeborg Wellmann     |
| Benny Hawkins                  | Reginald Owen    |                       | Wolfgang Völz         |
| Lord Pennystone                | Henry Stephenson |                       | Erhard Köster         |
| Vikar                          | Aubrey Mather    |                       | Wolfgang Spier        |
| Hobson                         | Ian Wolfe        |                       | Heinz Fabian          |
| Daisy                          | Phyllis Morris   |                       | Margot Rothweiler     |
| Louise                         | Veda Ann Borg    |                       | Sonja Deutsch         |